# 금암초등학교 (전북)
금암초등학교는 대한민국 전북특별자치도 군산시에 있었던 공립 초등학교이다.

## 학교 연혁
- 1941년 3월 31일 금암국민학교 설립인가
- 1941년 5월 1일 금암국민학교 개교
- 1982년 3월 12일 병설유치원 개원
- 1996년 3월 1일 금암초등학교로 개칭, 6학급 편성
- 2010년 12월 학교평가 우수학교 선정
- 2010년 12월 환경교육 우수학교 선정
- 2013년 9월 1일 제 27대 박삼숙 교장 취임
- 2014년 2월 14일 제 68회 졸업(총 4,429명 졸업)
- 2014년 3월 1일 3학급편성(1학년 4명 입학)
- 2025년 2월 28일 폐교[1] 및 서수초등학교 통폐합으로 84년만에 폐교